# قرة باشلو (ألاداغ)
قرة باشلو (بالفارسية: قره باشلو) هي قرية تقع في إيران في قسم ألاداغ الريفي. يقدر عدد سكانها بـ 135 نسمة بحسب إحصاء 2016.